# 格斯尔庙 (乌兰巴托)
格斯尔庙（羅馬化：Gesar Süm）是蒙古国乌兰巴托的一座藏传佛教寺庙。乌兰巴托原有两座知名的格斯尔庙，靠近甘丹寺的这座庙俗称“西格斯尔庙”；另一座在东库伦，俗称“东格斯尔庙”，已毁。

## 历史

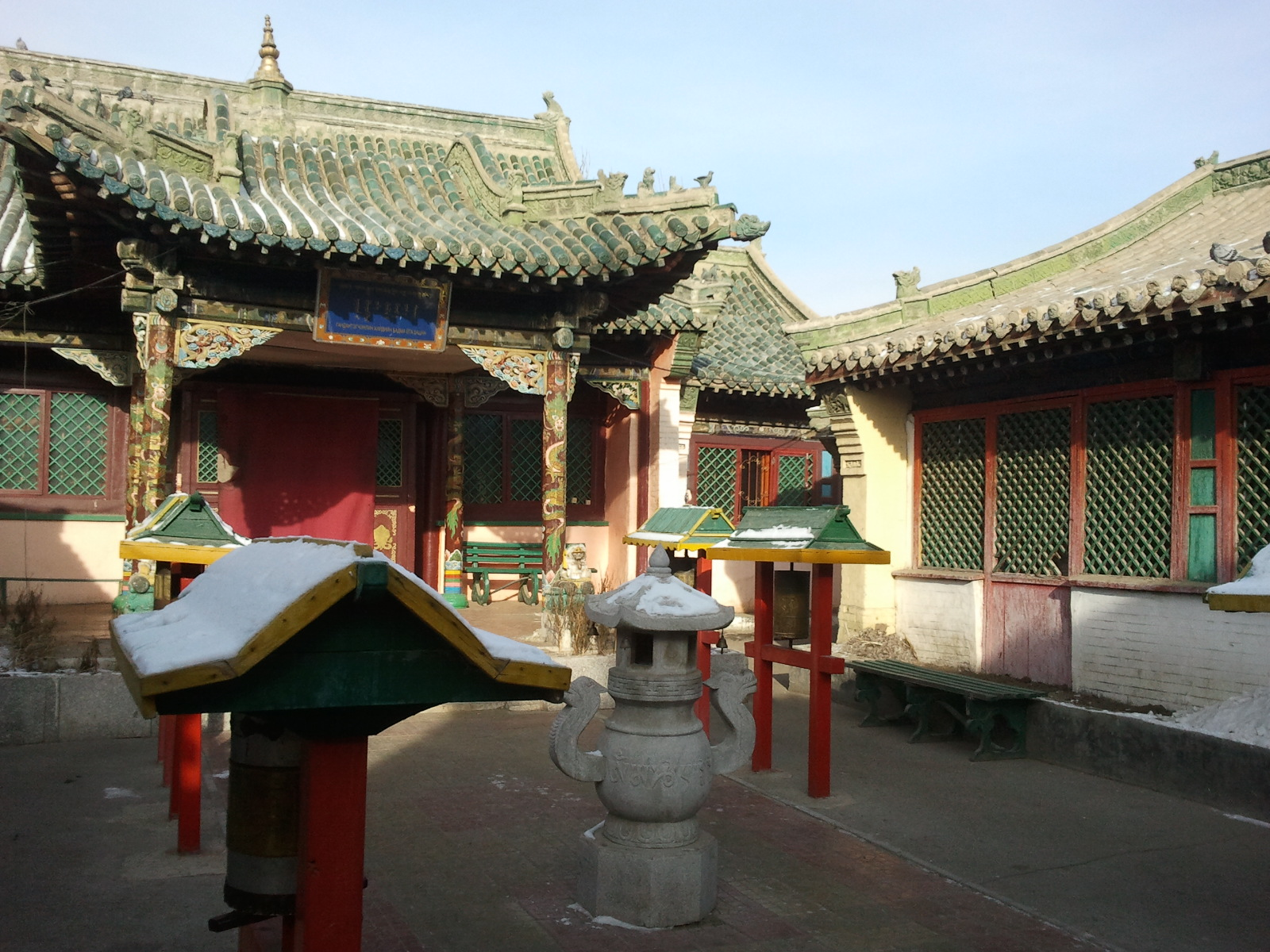
格斯尔庙内景

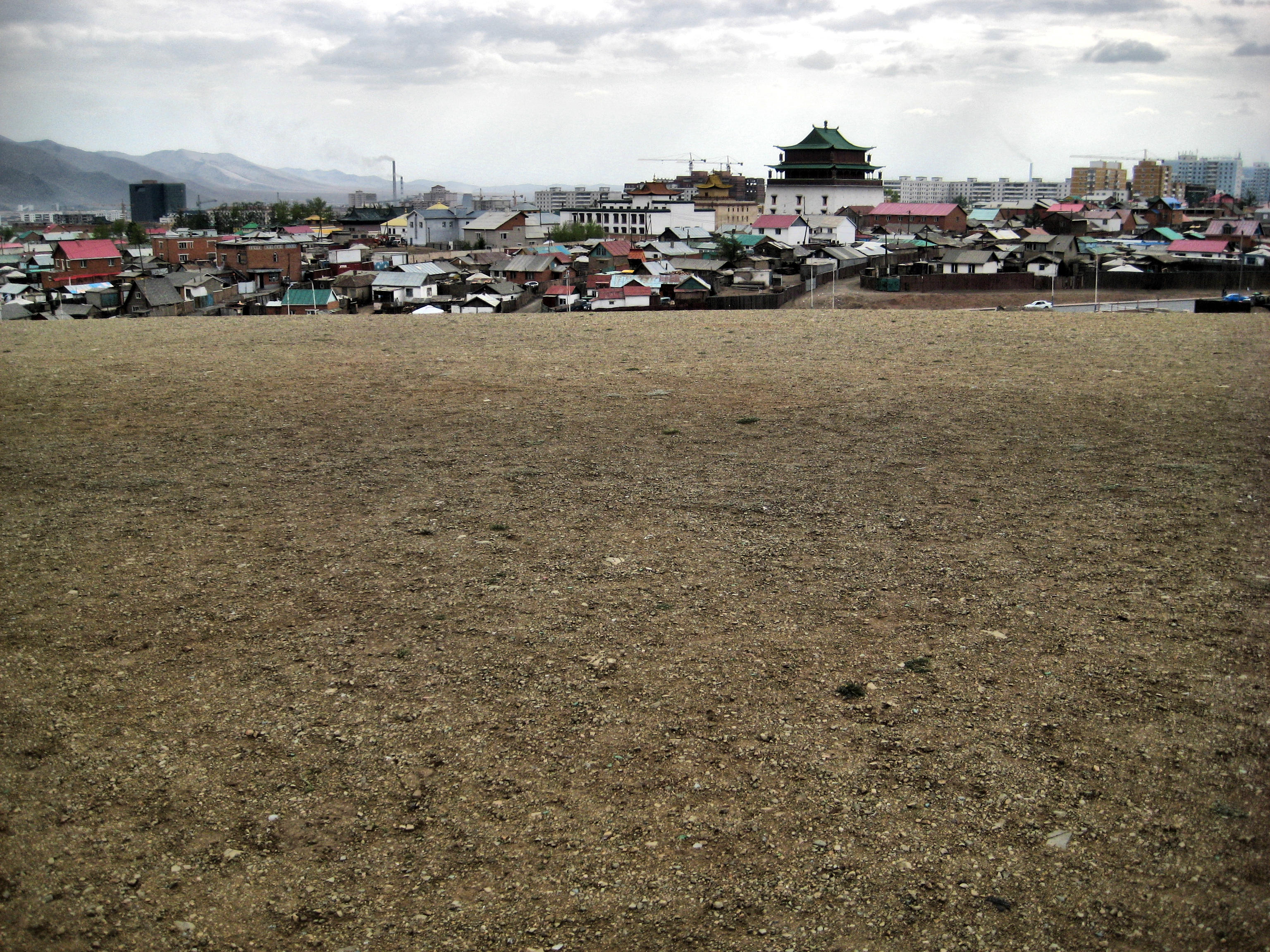
从格斯尔庙眺望甘丹寺

格斯尔庙隶属于乌兰巴托的甘丹寺，以格斯尔王（蒙古语。即藏语的格萨尔王）之名命名，供奉格斯尔王。这座寺庙受到了中国汉式建筑的影响。该寺也是当地民众祈祷、捐赠以及膜拜的场所。据当地传说，这座庙之所以建于此地，是为了防止其后面的小山向乌兰巴托城中心方向缓慢移动。该寺位于甘丹寺和市中心之间，很容易找到。
这座格斯尔庙始建于1919年至1920年，由（Guve Ovogt Zakhar）建造。此庙初建时，乃是为距离甘丹寺不远的达斯冈敖包山（Dasgang ovoo）脚下的汉族社区服务的“关帝庙”。该庙有一座主殿、一座“达里埃克赫（度母）苏木”（Dari Ekhiin (Tara) süm，意即“度母庙”）。该关帝庙主供关帝。关帝被满族人奉为战神；藏族人则将关帝视同于毗沙门天（又称“多闻天王”，梵文Vaisravana，藏语称lCamsring，蒙古语称Jamsran“扎木斯朗”）以及格萨尔王（藏语称“格萨尔王”，蒙古语称“格斯尔王”）。蒙古族则将格斯尔王视为战神，也是牧群特别是马群的保护神。这座关帝庙于1933年被关闭。1966年获得修缮。后来转而作为“格斯尔庙”对外开放。该庙因占星术和算命而闻名。
格斯尔庙旁边如今是甘丹寺的巴丹尧嘎扎仓（Badam Yoga datsan），为甘丹寺的扎仓（意为学院）之一。该扎仓由第二世哲布尊丹巴创建于1745年。扎仓内举行誦经礼拜。1938年关闭。2002年在格斯尔庙旁边重开。